# 似耙冰杜父魚
似耙冰杜父魚，為輻鰭魚綱鮋形目杜父魚亞目杜父魚科的其中一種。分布於西北太平洋區的聖彼得灣海域，屬深海底棲魚類，棲息深度約水深40-500公尺，體長可達12公分，可做為食用魚。